# A Talking Cat!?!
A Talking Cat!?! è un film del 2013, diretto da David DeCoteau sotto lo pseudonimo di Mary Crawford.  Il film è stato distribuito direttamente in DVD il 18 febbraio 2013 da Phase 4 Films e coinvolge Eric Roberts come voce del gatto parlante.

## Trama
Il ricco Phil ha recentemente venduto la sua compagnia di computer per trascorrere più tempo con il figlio Chris, il quale è completamente indifferente alla decisione presa dal padre. Nel frattempo, Susan sta lottando per sbarcare il lunario come ristoratrice con i suoi due figli, Tina e Trent. Duffy, un gatto con la capacità di parlare, entra nelle loro vite, dando loro consigli, ma con la limitazione che può solo parlare con loro una volta.

## Produzione
Il film è uno dei tanti film per famiglie direct-to-video diretti da David DeCoteau sotto lo pseudonimo di Mary Crawford. È stato girato in tre giorni nella stessa villa della serie 1313 realizzata anch'essa da DeCoteau. Il dialogo di Eric Roberts è stato registrato in 15 minuti.

## Accoglienza
Le critiche sono state prevalentemente negative, con Film.com che criticava il personaggio di Duffy. The A.V. Club ha dato una recensione per la maggior parte negativa del film, ma ha affermato che "per gli amanti della spazzatura totale è altamente raccomandato." CraveOnline ha dato anch'esso una recensione negativa, ma lo ha anche raccomandato come film per "Bad Movie Night".
In un'intervista, DeCoteau ha detto del film che "gente che non vedevo dai tempi delle superiori mi ha chiamato e mi ha detto 'David, dopo 100 film hai finalmente realizzato un film che ci piace.'" Ha aggiunto, "Io l'ho guardato di nuovo, perché non l'avevo visto da quando l'abbiamo fatto, ed è così ridicolo, esilarante ed esagerato."